# Kanton Bouilly
Der Kanton Bouilly war bis 2015 ein französischer Wahlkreis im Département Aube und in der Region Champagne-Ardenne. Er umfasste 28 Gemeinden im Arrondissement Troyes; sein Hauptort (frz.: chef-lieu) war Bouilly. Die landesweiten Änderungen in der Zusammensetzung der Kantone brachten im März 2015 seine Auflösung. Vertreter im Generalrat des Départements war zuletzt Daniel Lebeau.

## Geografie
Der Kanton Bouilly war 195,52 km² groß und hatte 10.838 Einwohner (Stand 2012).

## Gemeinden
| Gemeinde                | Einwohner (Stand: 2022) | Code postal | Code Insee |
| ----------------------- | ----------------------- | ----------- | ---------- |
| Assenay                 | 137                     | 10320       | 10013      |
| Les Bordes-Aumont       | 539                     | 10800       | 10049      |
| Bouilly                 | 1074                    | 10320       | 10051      |
| Buchères                | 1959                    | 10800       | 10067      |
| Cormost                 | 291                     | 10800       | 10104      |
| Crésantignes            | 310                     | 10320       | 10116      |
| Fays-la-Chapelle        | 120                     | 10320       | 10147      |
| Isle-Aumont             | 490                     | 10800       | 10173      |
| Javernant               | 160                     | 10320       | 10177      |
| Jeugny                  | 462                     | 10320       | 10179      |
| Lirey                   | 115                     | 10320       | 10198      |
| Longeville-sur-Mogne    | 138                     | 10320       | 10204      |
| Machy                   | 108                     | 10320       | 10212      |
| Maupas                  | 99                      | 10320       | 10229      |
| Montceaux-lès-Vaudes    | 246                     | 10260       | 10246      |
| Moussey                 | 661                     | 10800       | 10260      |
| Roncenay                | 170                     | 10320       | 10324      |
| Saint-Jean-de-Bonneval  | 403                     | 10320       | 10342      |
| Saint-Léger-près-Troyes | 915                     | 10800       | 10344      |
| Saint-Pouange           | 1000                    | 10120       | 10360      |
| Saint-Thibault          | 551                     | 10800       | 10363      |
| Sommeval                | 301                     | 10320       | 10371      |
| Souligny                | 377                     | 10320       | 10373      |
| La Vendue-Mignot        | 242                     | 10800       | 10402      |
| Villemereuil            | 240                     | 10800       | 10416      |
| Villery                 | 267                     | 10320       | 10425      |
| Villy-le-Bois           | 58                      | 10800       | 10434      |
| Villy-le-Maréchal       | 192                     | 10800       | 10435      |

## Bevölkerungsentwicklung
| 1962  | 1968  | 1975  | 1982  | 1990  | 1999  | 2006  | 2012   |
| ----- | ----- | ----- | ----- | ----- | ----- | ----- | ------ |
| 5.064 | 5.775 | 6.817 | 8.423 | 9.405 | 9.407 | 9.990 | 10.838 |